# Elecciones al Senado de 2016 (Madrid)
Las elecciones al Senado de 2016 se celebraron en la Comunidad de Madrid el domingo 26 de junio, como parte de las elecciones generales convocadas por Real Decreto dispuesto el 3 de mayo de 2016 y publicado en el Boletín Oficial del Estado el mismo día. Se eligieron los 4 senadores correspondientes a la circunscripción electoral de Madrid, mediante escrutinio mayoritario plurinominal parcial con listas abiertas.

## Resultados
Los comicios resultaron en la elección como senadores de Pío García-Escudero, Rosa Vindel, Carlos Aragonés (los tres del Partido Popular) y de David Lucas Parrón (del Partido Socialista Obrero Español). El escrutinio completo se detalla a continuación.
| Candidato                              | Candidato                              | Lista                     | Votos     |
| -------------------------------------- | -------------------------------------- | ------------------------- | --------- |
|                                        | Pío García-Escudero Márquez            | PP                        | 1 319 541 |
|                                        | María Rosa Vindel López                | PP                        | 1 296 524 |
|                                        | Carlos Aragonés Mendiguchía            | PP                        | 1 271 862 |
|                                        | Francisco David Lucas Parrón           | PSOE                      | 720 901   |
| Eva Abril Chaigne                      | Eva Abril Chaigne                      | Podemos-IU-Equo-CLIAS     | 715 379   |
| Lydia Martínez Mora                    | Lydia Martínez Mora                    | PSOE                      | 665 477   |
| Sergio García Torres                   | Sergio García Torres                   | Podemos-IU-Equo-CLIAS     | 655 196   |
| Domènec Ruiz Devesa                    | Domènec Ruiz Devesa                    | PSOE                      | 617 001   |
| Germán Cano Cuenca                     | Germán Cano Cuenca                     | Podemos-IU-Equo-CLIAS     | 601 279   |
| Antonio José Pezzi Acosta              | Antonio José Pezzi Acosta              | Cs                        | 516 704   |
| Carlos Rodríguez Alemany               | Carlos Rodríguez Alemany               | Cs                        | 456 048   |
| Eva Sagardoy Cayetano                  | Eva Sagardoy Cayetano                  | Cs                        | 448 984   |
| Laura Duarte Domínguez                 | Laura Duarte Domínguez                 | PACMA                     | 89 801    |
| Luis Víctor Moreno Barbieri            | Luis Víctor Moreno Barbieri            | PACMA                     | 54 483    |
| Francisco García Leal                  | Francisco García Leal                  | PACMA                     | 46 899    |
| Jorge Ortega Lara                      | Jorge Ortega Lara                      | UPyD                      | 41 789    |
| Francisco Javier Ortega Smith-Molina   | Francisco Javier Ortega Smith-Molina   | Vox                       | 26 781    |
| María Celia García Aguayo              | María Celia García Aguayo              | UPyD                      | 21 069    |
| Iván Espinosa de los Monteros de Simón | Iván Espinosa de los Monteros de Simón | Vox                       | 20 373    |
| José Luis Pozuelo Nicolás              | José Luis Pozuelo Nicolás              | UPyD                      | 20 006    |
| Margarita de la Pisa Carrión           | Margarita de la Pisa Carrión           | Vox                       | 17 302    |
| Jorge Mario Eines Landman              | Jorge Mario Eines Landman              | Recortes Cero-Grupo Verde | 14 029    |
| Raquel Álvarez Peláez                  | Raquel Álvarez Peláez                  | Recortes Cero-GV          | 9751      |
| Juan Luis García Córdoba               | Juan Luis García Córdoba               | PCPE                      | 9227      |
| Jorge Garrido San Román                | Jorge Garrido San Román                | FE de las JONS            | 8333      |
| Antonio Zarco Fortes                   | Antonio Zarco Fortes                   | Recortes Cero-GV          | 5282      |
| Francisco José Calduch Barraca         | Francisco José Calduch Barraca         | FE de las JONS            | 5171      |
| Esperanza Sánchez Estefanía            | Esperanza Sánchez Estefanía            | FE de las JONS            | 5026      |
| Arturo Viloria Fuentes                 | Arturo Viloria Fuentes                 | PH                        | 4152      |
| Gloria López López                     | Gloria López López                     | PH                        | 2713      |
| Juan José Rández García                | Juan José Rández García                | P-Lib                     | 2485      |
| Corina Viviana Funks d'Antoni          | Corina Viviana Funks d'Antoni          | SAIn                      | 2203      |
| Ernesto Calleja García                 | Ernesto Calleja García                 | SAIn                      | 1033      |
| Javier Gil Sánchez                     | Javier Gil Sánchez                     | SAIn                      | 871       |